# 1830年代
| 千纪： | 2千纪                                                                                            |
| 世纪： | 18世纪 \| 19世纪 \| 20世纪                                                                       |
| 年代： | 1800年代 \| 1810年代 \| 1820年代 \| 1830年代 \| 1840年代 \| 1850年代 \| 1860年代                 |
| 年份： | 1830年 \| 1831年 \| 1832年 \| 1833年 \| 1834年 \| 1835年 \| 1836年 \| 1837年 \| 1838年 \| 1839年 |

## 大事记
- 1830年－1832年：1830年革命。
- 1836年7月30日：首份英文报纸在夏威夷出版。
- 1839年6月：林則徐虎門銷煙。
- 1839年9月4日：第一次鸦片战争爆发。
- 罗伯特四重奏被首度发现。
- 约翰·赫歇尔在好望角发现NGC 3603，一个疏散星团。

## 出生
- 1837年3月14日——叶亚来，吉隆坡第三任甲必丹[1]。(1885年逝世)